# Aneflomorpha crinita
Aneflomorpha crinita är en skalbaggsart som beskrevs av Chemsak och Linsley 1975. Aneflomorpha crinita ingår i släktet Aneflomorpha, och familjen långhorningar. Inga underarter finns listade i Catalogue of Life.